# Ein halbes Leben
Pour plus de détails, voir Fiche technique et Distribution.
Ein halbes Leben (en français, Une vie à moitié) est un téléfilm germano-autrichien réalisé par Nikolaus Leytner (de), diffusé en 2009.

## Synopsis
Conducteur du métro de Vienne, Ulrich Lenz est un violeur qui a déjà fait une peine de prison pour ce crime. Il a commis un autre viol quelques années après ce premier et qui reste impuni : il risque vingt ans pour meurtre. Lenz souffre de sa culpabilité, il regrette ce qu'il a fait. Il confie tout à sa fiancée avec qui il est sur le point de se marier, elle le quitte sur-le-champ. Des années plus tard, Lenz a refait sa vie, il est divorcé et vit avec sa fille qu'il a eu de cette autre union. Mais il est toujours démangé entre le besoin de tout dire et d'accepter sa peine et la douleur de perdre sa liberté et d'abandonner sa fille.
Peter Grabowski est le père de la seconde victime. Il pense tous les jours à la mort cruelle de sa fille tant que le crime dont elle a été victime reste impuni. Il est incapable de mener une vie normale. Il est souvent en contact avec Max Hauer, un policier, pour savoir où en est l'enquête. Il met tout son espoir dans les nouvelles méthodes d'analyse ADN pour retrouver le meurtrier de sa fille.
Ulrich Lenz prend aussi connaissance de ces nouvelles méthodes. Dans le même temps, tous les anciens délinquants sexuels devront se soumettre à un prélèvement pour la constitution d'un fichier les répertoriant. Ulrich Lenz pense qu'il s'agit d'une simple question de temps avant qu'il soit confondu. Il accepte ce prélèvement et vit sa vie de tous les jours en attendant son arrestation.
Il arrive à l'école pour déposer sa fille quand les policiers l'interpellent. Il a juste le temps de dire au revoir à sa fille. Au commissariat, il avoue tout en détail et soulage sa conscience.
Lenz demande à son avocat d'organiser une rencontre avec le père de sa victime en prison. Peter Grabowski accepte. Lenz lui présente d'abord ses excuses, mais quand le père lui demande pourquoi il a tué sa fille, Lenz reste sans réponse, il change de sujet et parle de sa fille à qui il a promis d'être toujours avec elle. Grabowski perd ses nerfs et lui saute dessus.
Lenz est condamné pour ce second crime. Il a le droit de voir sa fille de temps en temps dans un lieu destiné aux prisonniers.

## Fiche technique
- Titre : Ein halbes Leben
- Réalisation : Nikolaus Leytner (de) assisté de Johannes Kiefer
- Scénario : Nikolaus Leytner
- Musique : Matthias Weber
- Direction artistique : Katharina Wöppermann
- Costumes : Caterina Czepek
- Photographie : Hermann Dunzendorfer
- Son : Michael Etz
- Montage : Andreas Kopriva
- Production : Helmut Grasser (de)
- Sociétés de production : Allegro Film (de), ÖRF, ZDF
- Société de distribution : ÖRF, ZDF
- Pays d'origine :  Autriche,  Allemagne
- Langue : allemand
- Format : Couleurs - Dolby SR
- Genre : Film dramatique
- Durée : 95 minutes
- Dates de diffusion :
  -  Autriche : 10 avril 2009 sur ÖRF.
  -  Allemagne : 18 mai 2009 sur ZDF[1].

## Distribution
- Josef Hader: Ulrich Lenz
- Matthias Habich: Peter Grabowski
- Wolfgang Böck: Max Hauer
- Ingrid Burkhard: Mme Molnar
- Cornelius Obonya (de): Paul Raich
- Franziska Walser (de): Marianne Grabowski
- Alois Frank: Le policier (en 1999)
- Hans Georg Heinke (de): Le présentateur du journal du soir.
- Sabine Hergert: La femme dans le métro
- Eva Linder: La femme de la place du marché
- Bernhard Majcen (de): Le vendeur
- Anna Moik-Stötzer: L'infirmière
- Michael Pascher (de): Le policier (en 2002)
- Christian Pogats (de): L'homme dans l'entrepôt de meubles
- Veronika Polly (de): La vendeuse de l'animalerie
- Sigrid Spörk (de): L'assistante
- Manfred Stella: Le médecin
- Katharina Straßer (de): Sabine
- Ursula Strauss: Beate
- Marcus Thill (de): L'agent de la police criminelle
- Franziska Weisz: Dr. Anna Lorenz
- Robert Wiesner (de): Le reporter
- Anna Yntema: Kiki (à cinq ans)
- Kristina Yntema: Kiki (à sept ans)

## Récompenses
- Prix de la télévision allemande (de) 2009
  - Réalisation : Nikolaus Leytner (de)
  - Acteur principal : Josef Hader
  - Nominations comme meilleur téléfilm, meilleure actrice dans un second rôle pour Franziska Walser (de)
- Prix Adolf-Grimme 2010
  - Meilleur film
  - Réalisation, scénario : Nikolaus Leytner
  - Interprétations : Josef Hader, Matthias Habich, Franziska Walser

## Source de traduction
- (de) Cet article est partiellement ou en totalité issu de l’article de Wikipédia en allemand intitulé « Ein halbes Leben » (voir la liste des auteurs).